# Патриотски блок
Патриотски блок је бивша политичка коалиција у Србији, која је формирана 8. јануара 2015. године. Званично је формирана Божићним прогласом Српског покрета Двери, Демократске странке Србије и групе интелектуалаца. Приликом формирања ове коалиције, наглашено је да се „формира опозициони блок против републичког и покрајинског режима и креће у борбу за ванредне изборе на свим нивоима“. Проглас којим је формиран Патриотски блок подржали су интелектуалци академик Проф. Др Коста Чавошки и Мр Ђорђе Вукадиновић. Упућен је позив свима „којима је на срцу слободна Србија, који су незадовољни овом влашћу, који воле Србију“ да се придруже овој коалицији. Иако формално није распуштена, коалиција се дефакто распала марта 2017. када су оснивачи коалиције ДСС и Двери кандидовали посебне кандидате на председничким изборима.

## Историја
У току јануара 2015. Српски либерални савет и Покрет уједињених локалних самоуправа су се придружили Патриотском блоку..
30. марта 2016. листу Патриотског блока подржало је и Удружење синдиката пензионера Србије након потписивања споразума којим је Патриотски блок обећао да ће након доласка на власт вратити смањене пензије на ниво пре смањења. Асоцијација малих и средњих предузећа и Равногорски покрет су такође подржали ову листу.
На ванредним парламентарним изборима 24. априла 2016, ова коалиција успела је да пређе изборни цензус освојивши 5,04% гласова. Од укупно 13 посланичких места које су освојили, Дверима је припало 7, а ДСС-у 6.
Три члана блока су октобра 2016. искључени или сами напустили ДСС и постали самостални посланици, чиме је патриотски блок спао на 10 посланика, од чега су седам из групе Двери и три из ДСС-а.

## Принципи сарадње
Принципи сарадње на којима је основана ова коалиција засновани су у десет тачака Божићног прогласа:
1. Уређење Србије као јаке правне државе засноване на демократским начелима
2. Одбрана Косова и Метохије у саставу Србије
3. Побољшање услова живота и пораст животног стандарда грађана
4. Одлучно противљење даљим евроинтеграцијама Србије
5. Српске интеграције (политичко, економско и културно повезивање са Републиком Српском и борбу за њено очување, борба за права Срба у Црној Гори и другим бившим југословенским републикама, очување националног идентитета Срба у дијаспори и њихово чвршће повезивање са Србијом)
6. Спречавање уласка Србије у НАТО
7. Чврсто повезивање са Русијом
8. Успостављање дугорочно одрживог концепта економског патриотизма
9. Вођење културне политике која има за циљ снажење националног идентитета српског народа
10. Спровођење системске, неселективне и институционализоване борбе против корупције

## Избори
Након расписивања ванредних парламентарних избора у Србији за 24. април 2016. Патриотски блок предао је јединствену листу под називом „Двери-ДСС-Санда Рашковић Ивић-Бошко Обрадовић“. Републичка изборна комисија прогласила је ову изборну листу 11. марта 2016. Ова коалиција наступила је на заједничкој изборној листи и на покрајинским изборима у АП Војводини, одржаним истог дана када и ванредни парламентарни избори у Србији. Слоган листе био је Срећа за Србију.
На ванредним парламентарним изборима, ова коалиција успела је да пређе изборни цензус освојивши 5,04% гласова и тако добила своје представнике у Народној Скупштини Републике Србије. Од укупно 13 посланичких места које су освојили, Дверима је припало 7, а ДСС-у 6. Покрет Двери је након ових избора по први пут постао парламентарни политички покрет.
На покрајинским изборима у АП Војводини освојили су 3,24% гласова, не успевши да пређу изборни цензус неопходан за улазак у покрајинску Скупштину..